# La Razón (Barcelona)
La Razón fue un periódico español editado en Barcelona entre 1928 y 1938.

## Historia
Fue fundado en 1928. El diario, nacido durante la Dictadura de Primo de Rivera, ejérció como órgano en Barcelona de la Unión Patriótica y del régimen. Tras la caída de la dictadura fue puesto a la venta, y en marzo de 1931 la cabecera fue adquirida por Confederación nacional de Sindicatos Libres, que lo convirtieron en su órgano de expresión.  Tras la instauración de la Segunda República el diario siguió editándose, manteniendo según Josep M. Figueres una línea editorial cercana a los radicales de Lerroux. Durante los primeros tiempos de la República el diario estuvo dirigido por José Bru Jardí.
La Razón no se vio afectado por las incautaciones al comienzo de la Guerra civil y continuaría editándose al menos hasta 1938.